# Columbia Shipmanagement

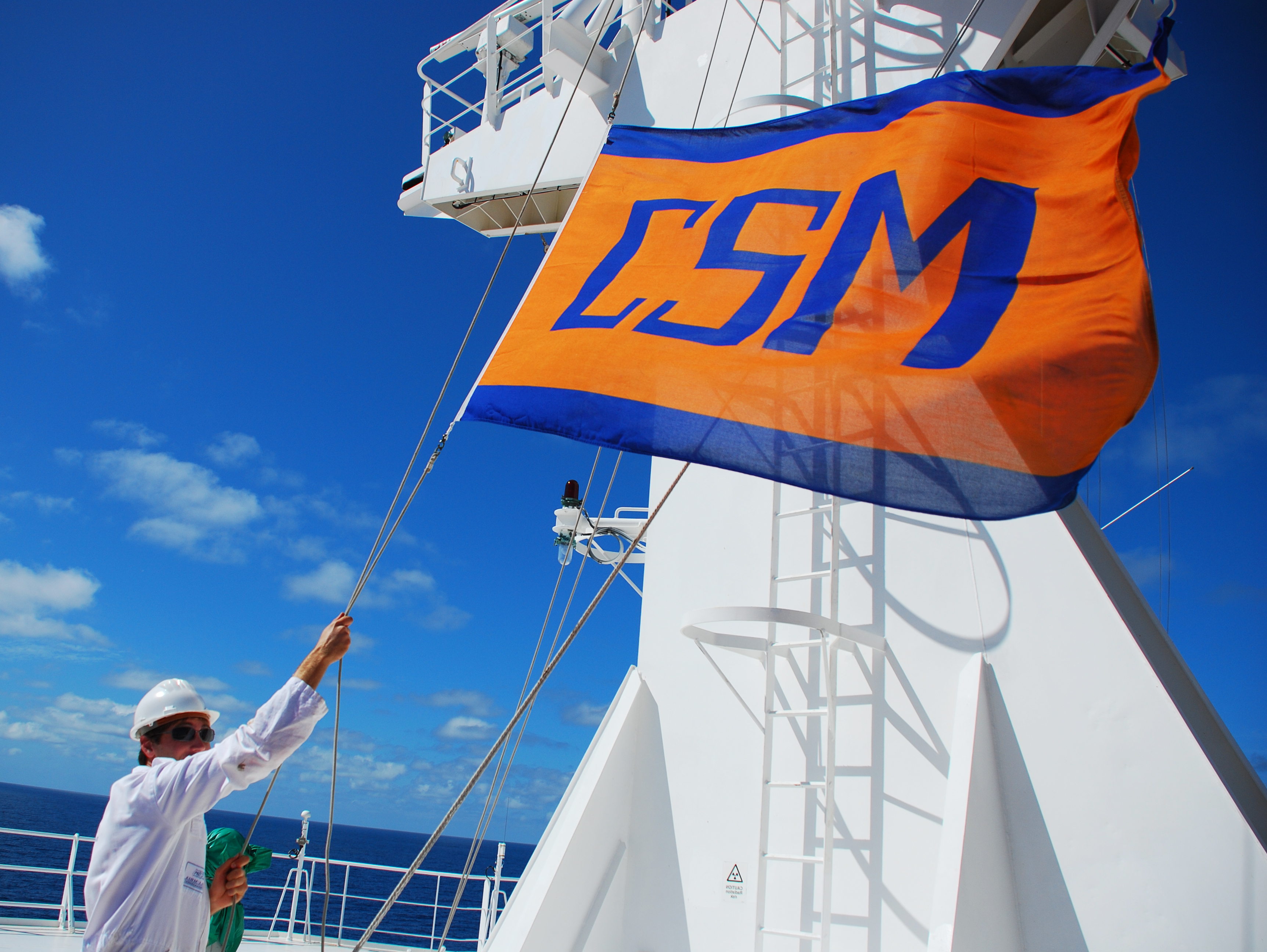
Kontorflagge von Columbia Shipmanagement

Die Columbia Shipmanagement Limited (CSM) ist ein 1978 gegründetes Schifffahrtsunternehmen mit Sitz in Limassol. CSM ist Teil der Schoeller Holdings und gehört zu den weltweit führenden Unternehmen im technischen Schiffsmanagement.

## Unternehmen
Columbia Shipmanagement befasst sich mit dem technischen und operativen Schiffsmanagement, der Bereederung für eigene Schiffe und im Auftrag Dritter. Daneben betreibt CSM Befrachtung, und Bemannungsdienste, die Emission von Schiffs- und Immobilienbeteiligungen und übernimmt Bauaufsichten bei Schiffsneubauten. Neben dem Hauptsitz und weiteren Niederlassungen in Limassol werden Büros an den Standorten Hamburg, Singapur, Shanghai und Athen geführt. Im Mai 2019 werden etwa 300 Schiffe, darunter 78 eigene, betreut und rund 15.000 Mitarbeiter an Land und auf den Schiffen beschäftigt.

## Geschichte
1978 gründete der zur Unternehmerfamilie Schoeller gehörende Heinrich Schoeller, der zuvor bei der Hamburger Reederei Christian F. Ahrenkiel gearbeitet hatte, unter der Dachholding Schoeller Holdings Ltd. sein eigenes Schifffahrtsunternehmen auf Zypern und begann 1979 mit dem Betrieb der ersten Schiffe. 1981 wurden rund 50 Schiffe und 1986 bereits 100 Einheiten betreut.
Im Zuge der 2008 einsetzenden Schifffahrtskrise geriet das Unternehmen in finanzielle Schieflage und 2017 wurde ein Zusammenschluss mit dem 1982 von Hermann Eden in Limassol gegründeten Bemannungsunternehmen Marlow Navigation begonnen, der zunächst nur unzureichend umgesetzt werden konnte.